# Dhundiraj Govind Phalke
Dhundiraj Govind Phalke, noto anche come Dadasaheb Phalke (Trimbakeshwar, 30 aprile 1870 – Nashik, 16 febbraio 1944), è stato un regista e produttore cinematografico indiano.

## Biografia
È conosciuto come il "padre del cinema indiano". Ha firmato la regia del primo classico di Bollywood: Raja Harishchandra del 1913. Il Dadasaheb Phalke Award è stato istituito in suo onore nel 1966 ed è riconosciuto come il più importante premio della cinematografia in India.

## Filmografia parziale
- Raja Harishchandra (1913)
- Shri Krishna Janma (1918)
- Kaliya Mardan (1919)
- Setu Bandhan (1923)
- Gangavataran (1937)